# Sudamericano Juvenil de Rugby 2006
El Sudamericano Juvenil de Rugby de 2006 se celebró en Rosario, Argentina, ciudad que por primera vez recibía un Sudamericano Juvenil. Luego de disputadas las 3 fechas del cuadrangular en la cancha del Jockey Club el equipo local obtuvo su copa número 20.

## Equipos participantes
- Selección juvenil de rugby de Argentina (Pumas M19)
- Selección juvenil de rugby de Chile (Cóndores M19)
- Selección juvenil de rugby de Paraguay (Yacarés M19)
- Selección juvenil de rugby de Uruguay (Teros M19)

## Posiciones
| Pos. | Equipo    | Encuentros | Encuentros | Encuentros | Encuentros | Tantos  | Tantos    | Tantos     | Puntos |
| Pos. | Equipo    | jugados    | ganados    | empatados  | perdidos   | a favor | en contra | diferencia | Puntos |
| ---- | --------- | ---------- | ---------- | ---------- | ---------- | ------- | --------- | ---------- | ------ |
| 1    | Argentina | 3          | 3          | 0          | 0          | 210     | 18        | + 192      | 6      |
| 2    | Uruguay   | 3          | 2          | 0          | 1          | 122     | 50        | + 72       | 4      |
| 3    | Chile     | 3          | 1          | 0          | 2          | 75      | 87        | - 12       | 2      |
| 4    | Paraguay  | 3          | 0          | 0          | 3          | 19      | 271       | - 252      | 0      |

Nota: Se otorgan 2 puntos al equipo que gane un partido, 1 al que empate, 0 al que pierda

## Resultados

### Primera Fecha[2]
| 26 de febrero 18:30 | Uruguay | 27 - 9 | Chile | cancha de Jockey Club de Rosario, Rosario, Argentina |  |

| 26 de febrero 20:00 | Argentina | 128 - 0 | Paraguay | cancha de Jockey Club de Rosario, Rosario, Argentina |  |

### Segunda Fecha[3]
| 1 de marzo | Chile | 57 - 14 | Paraguay | cancha de Jockey Club de Rosario, Rosario, Argentina |  |
|            |       | Reporte |          |                                                      |  |

| 1 de marzo | Argentina | 36 - 9  | Uruguay | cancha de Jockey Club de Rosario, Rosario, Argentina |  |
|            |           | Reporte |         |                                                      |  |

### Tercera Fecha[4]
| 4 de marzo | Uruguay | 86 - 5  | Paraguay | cancha de Jockey Club de Rosario, Rosario, Argentina |  |
|            |         | Reporte |          |                                                      |  |

| 4 de marzo | Argentina | 46 - 9 | Chile | cancha de Jockey Club de Rosario, Rosario, Argentina |  |

| Bandera de Argentina |
| Campeón Argentina    |
| Vigésimo título      |